# Pułk Zbiorczy Pomorskiej Brygady Kawalerii
Pułk Zbiorczy Pomorskiej Brygady Kawalerii – oddział kawalerii Wojska Polskiego, improwizowany w czasie kampanii wrześniowej 1939 roku.

## Historia i okoliczności formowania pułku
W trakcie bitwy w Borach Tucholskich Pomorska Brygada Kawalerii poniosła znaczne straty, a całkowitemu zniszczeniu uległy dwa z jej czterech pułków – 16 pułk ułanów i 18 pułk ułanów. Pozostałe oddziały Pomorskiej BK w walkach usiłowały się przedrzeć do rejonu Bydgoszczy. Udało się to części 2 pułku szwoleżerów i większości 8 pułku strzelców konnych oraz części 11 dywizjonu artylerii konnej. Pozostałości Pomorskiej Brygady Kawalerii, zebrane 4 września pod Bydgoszczą, rozpoczęły dozorowanie Wisły na odcinku od Solca Kujawskiego do Torunia-Podgórza. Dowódca Pomorskiej BK, płk kaw. Adam Bogoria-Zakrzewski, przekazał dowodzenie płk. dypl. Jerzemu Jastrzębskiemu dowódcy 8 psk, zaś sam udał się do Warszawy, gdzie miał uzgodnić w Ministerstwie Spraw Wojskowych odtworzenie Pomorskiej Brygady Kawalerii w Ośrodkach Zapasowych Mazowieckiej i Pomorskiej Brygady Kawalerii. 5 września za Wisłę przebił się 1 szwadron 8 psk, z rannym dowódcą por. Stanisławem Dworeckim, oraz oddziały i pojedynczy żołnierze z różnych oddziałów Brygady. Po wymarszu w kierunku Kutna do pułku zbiorczego dołączyły dwa plutony ułanów 16 pułku i pojedynczy żołnierze pod dowództwem ppor. Jarosława Salmonowicza i ppor. rez. Stanisława Feldmana, którzy przebili się do Torunia. Wraz ze znajdującymi się na miejscu oddziałami 8 psk i 2 pszw., oraz przybyłymi z Włocławka uzupełnieniami w postaci szwadronu marszowego 18 puł.(100 ludzi), następnego dnia w wyniku reorganizacji utworzono pułk. Nazwany Pułkiem Zbiorczym Pomorskiej Brygady Kawalerii. Trzon jego stanowił 8 pułk strzelców konnych, uzupełniony szwadronami 2 pszw. Wsparcie pułku stanowił 11 dywizjon artylerii konnej z dwoma pełnymi bateriami 1 i 4. Na mocy uzyskanych przez płk. Zakrzewskiego rozkazów 2 pułku szwoleżerów, 16 pułk ułanów, 18 pułk ułanów oraz sztab brygady miały zostać odtworzone w Garwolinie. 

## Działania bojowe zbiorczego pułku Pomorskiej Brygady Kawalerii
6 września 1939 pułk zwinął dozorowanie Wisły, a następnie wykonał marsz po zatłoczonych drogach w rejon Aleksandrowa Kujawskiego. Tam podczas ześrodkowana dołączali dalsi żołnierze brygady. Nocą 7/8 września pułk podjął marsz w rejon Izbicy Kujawskiej. Kolejnej nocy pułk podjął pośpieszny marsz w rejon Uniejowa, gdzie była już Podolska Brygada Kawalerii. Przed świtem 9 września dotarł do Tarnówki. Wszedł w skład Grupy Operacyjnej Kawalerii gen. Grzmota-Skotnickiego ubezpieczającej prawe skrzydło Grupy Operacyjnej gen. Knoll-Kownackiego walczącej w bitwie nad Bzurą. Po przegrupowaniu zbiorczy pułk PBK 9 września odpoczywał na postoju ubezpieczonym. 9 września oddziały Grupy uderzyły z rejonu Dąbia, dążąc do wyjścia na tyły wojsk niemieckich, co zakończyło się zdobyciem w nocy Uniejowa. 10 września o świcie główne siły GO Kaw. gen. Grzmota-Skotnickiego wykonały natarcie na Wartkowice i Parzęczew. Pododdziały zbiorowego pułku ubezpieczały natarcie prawego skrzydła nacierających wojsk od strony południowej. Zajmowały obronę: szwadron kolarzy 2 pszw. na przedpolu miejscowości Bibianów, 4 szwadron 8 psk w miejscowości Konstantki, 3 szwadron 2 pszw. w miejscowości Florianki. Reszta pułku wraz z 11 dak w Parzęczewie w odwodzie Grupy Operacyjnej. Wysunięte szwadrony rozpoznawały i ubezpieczały się patrolami bojowymi. 11 września 1939 pułk zbiorowy wsparty baterią 1/11 dak podjął natarcie po osi Ignacew-Rozlazły-Chociszew-Orla, celem przełamania południowego skrzydła niemieckiej osłony Ozorkowa. Natarcie rozwijało się pomyślnie osiągając Chociszewo, gdzie na pułk wyszło niemieckie kontrnatarcie. Pułk zajął obronę i po zatrzymaniu niemieckiego przeciwnatarcia ponownie ruszył do dalszego natarcia, przekraczając szwadronem 3/2 pszw. tor kolejowy Ozorków-Łódź. W walce wyróżnił się szwadron kolarzy z 2 pułku szwoleżerów i 4/8 psk, którzy odbili w walce na bagnety  utracone w wyniku niemieckiego kontrnatarcia wzgórze 174,3. W południe na całym odcinku pułku wyszło niemieckie kontrnatarcie wsparte czołgami. W walce z czołgami poległ dowódca plutonu przeciwpancernego 8 psk por. Edward Żak, unieruchamiając trzy niemieckie czołgi. Niemiecki kontratak został powstrzymany przy dużym udziale obu baterii 11 dak, których ogień na wprost powstrzymał skutecznie niemieckie czołgi. Szczególnie zacięte walki prowadzono o zajętą przez oddziały niemieckiej 221 DP Górę Bony. Wzgórze to przechodziło kilka razy z rąk do rąk. Szwadron kolarzy por. Stanisława Stryjewskiego zdobył Orlą, część szwadronów przekroczyła tory kolejowe Kutno-Łódź. W tych walkach poległ między innymi por. Jerzy Göttinger, ciężko ranny został ppor. rez. Jan Kamiński i kpr. Michał Karaś z 3 szwadronów 2 pszw.. Wśród rannych był też por. Władysław Piszczkowski dowódca szwadronu 4/8 psk. 12 września od świtu pułk zbiorczy Pomorskiej BK wraz z 11 dak bronił m.in. Parzęczewa, i ubezpieczał działania zaczepne Podolskiej BK i 7 batalionu strzelców. 
W nocy 12/13 września pułk podjął marsz jako straż tylna GO Kaw., przekroczył Bzurę poprzez płonącą Łęczycę. 13 września pułk zbiorczy przebywał w odwodzie GOKaw. w rejonie Daszyna. 14 września pułk maszerował w kierunku Kutna osłaniał w składzie GO gen. Grzmota-Skotnickiego przegrupowanie wojsk z uwagi na zmianę koncepcji natarcia Armii „Poznań” i Armii „Pomorze”. 14 września po południu, odeszła Podolska BK do Grupy Operacyjnej gen. Romana Abrahama. Zbiorczy pułk osłaniał odwrót głównych sił Armii „Poznań” znad Bzury. Współpracująca z GO Kaw. gen. Grzmota-Skotnickiego Poznańska Brygada Obrony Narodowej wraz z 7 batalionem strzelców osłaniała odwrót armii na północnym brzegu Bzury, a pułk zbiorczy stanowił straż tylną piechoty. Nocą 14/15 września pułk z bateriami 11 dak na zajął obronę na rubieży Ktery-Kutno. Niemieckie lotnictwo silnie atakowało oddziały pułku, podczas marszu i postoju, ostrzał artylerii powiększał straty wśród żołnierzy pułku i koni.  pułk zbiorczy obsadził linię rzeki Ochni na odcinku Kutno-Szewce prowadząc działania obronne i opóźniające stoczył potyczki z oddziałami niemieckiej 3 Dywizji Lekkiej. 16 września pułk otrzymał od gen. bryg. Stanisława Grzmota-Skotnickiego rozkaz obrony rejonu wsi Model na północny wschód od Żychlina. Pułk zajął obronę w rejonie wsi Model przed świtem 17 września, na lewym skrzydle rano obronę zajął 7 batalion strzelców w rejonie Luszyna. Stoczył walki obronne o folwark Podczachy, osłaniał odwrót do Puszczy Kampinoskiej Armii „Pomorze”, w nocy 17/18 września pułk wykonał dalszy marsz zatłoczonymi drogami do rejonu Brochowa i Witkowic. Nawiązał łączność z resztkami 16 DP, wraz z nią opanował las majątku Ruszki. Następnie osłaniał pozostałość 16 DP, podczas forsowania przez nią Bzury i przebijania się do Puszczy Kampinoskiej. Pułk pod ostrzałem niemieckiej artylerii prowadził walki obronne w rejonie Brzozowa i Bud Starych na północ od Białej Góry. Obronę pułku wspierał 11 dak wszystkimi posiadanymi armatami. W mocno uszczuplonym stanie pułk nocą 18/19 września pod osłoną porannych mgieł wraz z artylerzystami 11 dak (bez armat), przeprawił się przez Bzurę w rejonie Witkowic i pomaszerował do Puszczy Kampinoskiej. Podczas nocnego marszu odłączył się od pułku szwadron 3/2 pszw. por. Alberta Wojciechowskiego. 3 szwadron szwoleżerów przekroczył Bzurę na północ od Witkowic i poprzez puszczę wyminął pozycje niemieckie pomiędzy Wólką Węglową, a Młocinami, rano 20 września wkroczył do Warszawy, w sile 55 szwoleżerów i 62 koni. Reszta oddziałów, została zreorganizowana w trzy szwadrony: zbiorczy szwadron szwoleżerów (konnych i na rowerach), zbiorczy szwadron strzelców konnych oraz szwadron zbiorczy z pozostałych (pionierzy, łącznościowcy, artylerzyści konni), każdy szwadron liczył od 60 do 50 konnych. Zreorganizowany pułk przebijał się w kierunku Modlina i Warszawy. Maszerujące szwadrony stoczyły 22 września walkę pod Izabelinem, gdzie znaczna część pułku została rozbita i rozproszona, a wielu żołnierzy, wraz z zastępcą dowódcy ppłk. Tadeuszem Łękawskim, trafiło do niewoli. Pod koniec września niewielka grupa ok. 40 kawalerzystów pod dowództwem płk. dypl. Jerzego Jastrzębskiego przeprawiła się przez Wisłę w rejonie Góry Kalwarii, starając się następnie połączyć z SGO Polesie gen. Franciszka Kleeberga. Następnie płk Jastrzębski rozwiązał oddział i postanowił przebijać się za granicę. 18 października 11-osobowy oddział, którym dowodził, dostał się do niewoli niemieckiej w rejonie Komańczy.

## Obsada personalna Zbiorczego Pułku Pomorskiej Brygady Kawalerii
(w nawiasach podano poprzednie przydziały)
Dowództwo
- dowódca pułku – płk dypl. Jerzy Jan Jastrzębski (dowódca 8 psk)
- zastępca dowódcy – ppłk Tadeusz Łękawski (zastępca dowódcy 2 pszw.)
- adiutant – rtm. Stanisław Siedlecki (adiutant 8 psk)
- oficer ordynansowy – ppor. Antoni Ike-Duninowski (oficer ordynansowy 8 psk)
- dowódca 1 szwadronu – rtm. Leonard Fijałkowski (dowódca szwadronu marszowego 18 puł.)
- dowódca 2 szwadronu – rtm. Stanisław Wiśniewski (dowódca 2 szwadronu 8 psk)
- dowódca 3 szwadronu – por. Albert Wojciechowski (dowódca 3 szwadronu 2 pszw.)
- dowódca 4 szwadronu – por. Władysław Piszczkowski (dowódca 4 szwadronu 8 psk)
- dowódca szwadronu ckm – por. Edmund Żak (dowódca plutonu przeciwpancernego 8 psk)
- dowódca szwadronu kolarzy – por. Stanisław Stryjewski (dowódca szwadronu kolarzy 2 pszw.)
- dowódca plutonu łączności – por. Stanisław Zawistowski (dowódca plutonu łączności 8 psk)
- dowódca szwadronu 16 puł. ppor. Jan Salmonowicz (dwa plutony 3 szwadronu 16 puł.) od 8 IX[1]